# Павловский мыс
Па́вловский мыс — длинный и плоский мыс в Севастополе на Корабельной стороне, огибающий Корабельную бухту с севера. Конечная точка Лазаревского акведука.

## История
Название получил по имени русского линейного корабля «Святой Павел», который привёл сюда из Херсона в 1785 году будущий адмирал Фёдор Ушаков. На мысу построили для матросов Павловскую казарму, а в 1853 на оконечности мыса — Павловский равелин, вооружённый 34 орудиями для обороны Корабельной и Южной бухт. В конце первой обороны Севастополя при отступлении русских войск на Северную сторону, Павловская батарея была взорвана.
Рядом с госпитальной набережной утром 7 октября 1916 года взорвался и затонул флагман императорского Черноморского флота мощный линкор «Императрица Мария». Причины взрыва остались невыясненными (диверсия, халатность экипажа). Погибло около двухсот моряков.
На краю мыса находится скромный обелиск эсминцу «Свободный», который 10 июня 1942 года прорвался в осаждённый город во время второй обороны Севастополя, сопровождая транспорт с грузом продовольствия и боеприпасов. Эсминец был атакован пятнадцатью германскими бомбардировщиками и, несмотря на мужество экипажа, затонул.
Утром 29 октября 1955 года рядом с Павловским мысом, на том же месте, что и «Императрица Мария», взорвался и затонул флагман Черноморского флота СССР линкор «Новороссийск», также по невыясненным причинам (диверсия, мина времён Великой Отечественной войны, атака сверхмалыми подводными лодками). Погибло 608 моряков (по сведениям совета ветеранов линкора).
Сейчас на оконечности мыса находятся гидрометеостанция Севастополя и Адмиральский корпус Военно-морского госпиталя имени Пирогова (Черноморский флот Российской Федерации), далее — другие его корпуса. Здесь же находится здание бывшей морской обсерватории Черноморского флота, в которой 1 ноября 1909 года были начаты регулярные гидрометеорологические наблюдения. С июня 1944 метеорологическая площадка расположена на северо-западной оконечности Павловского мыса, на территории Гидрометеорологической обсерватории Черноморского флота.

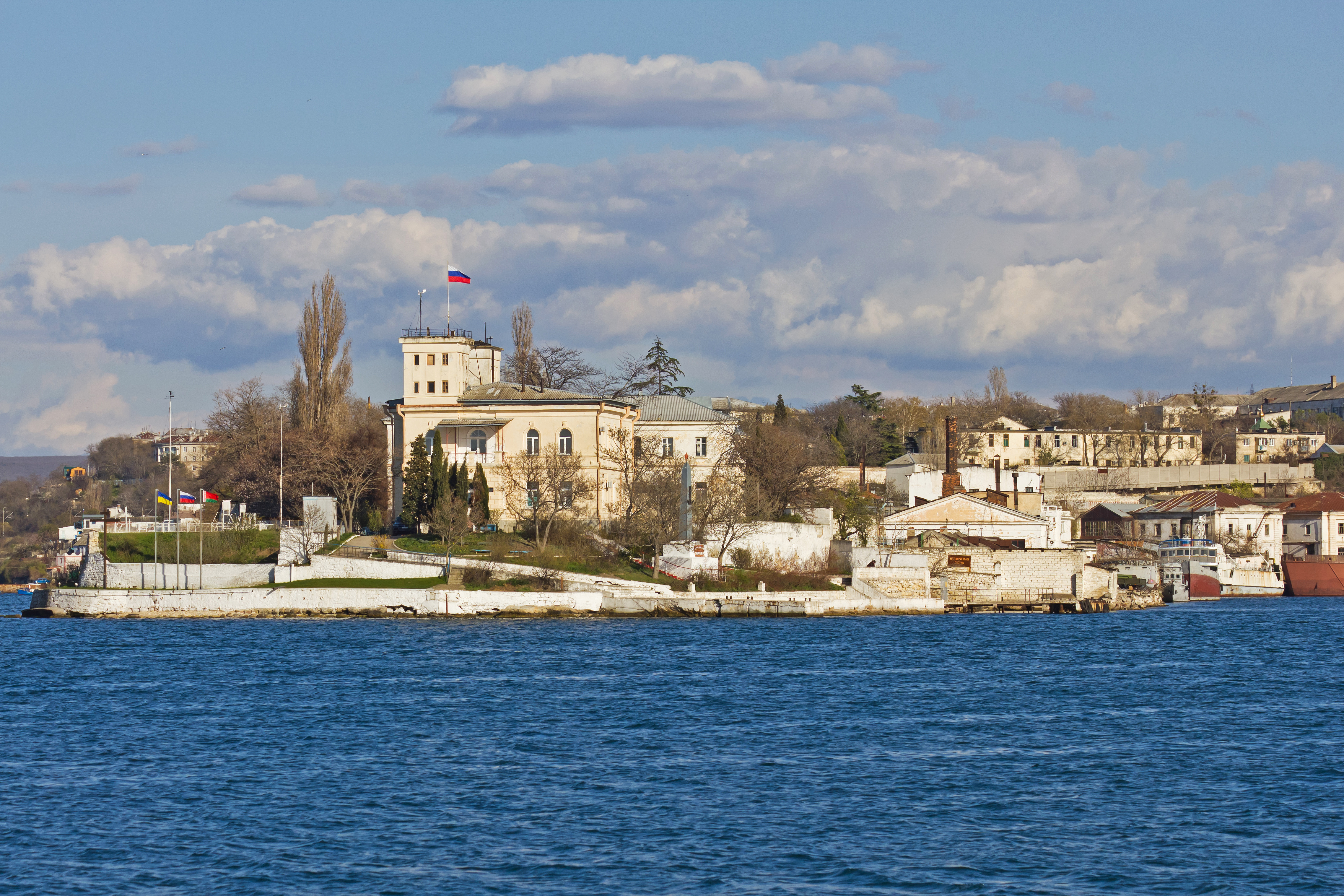
Павловский мыс, вид с Графской пристани
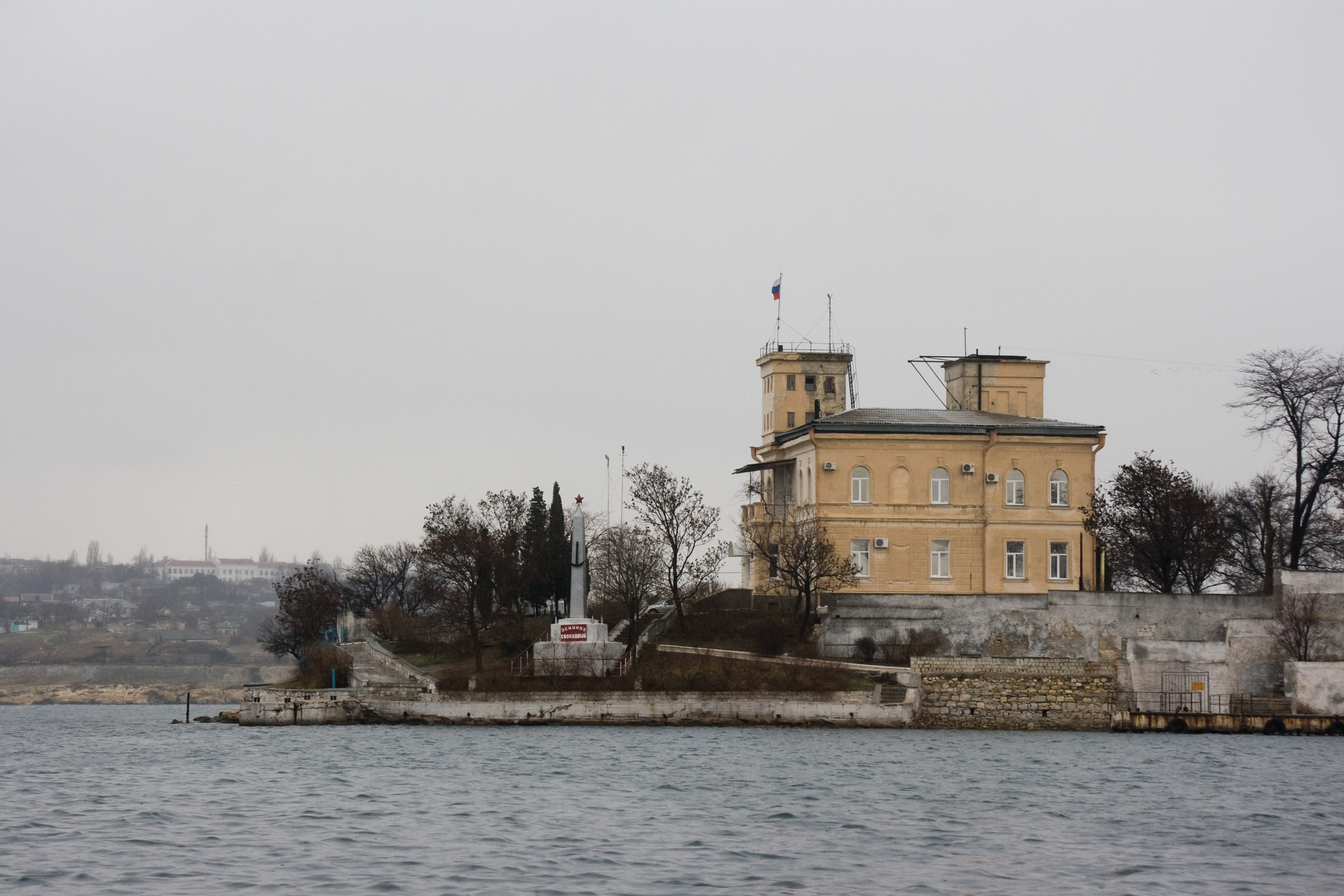
Павловский мыс, вид с Корабельной бухты
Памятник эсминцу «Свободный»